# هامینا
هامینا (سوئدی: Fredrikshamn) یکی از شهرهای فنلاند است.

## نگارخانه

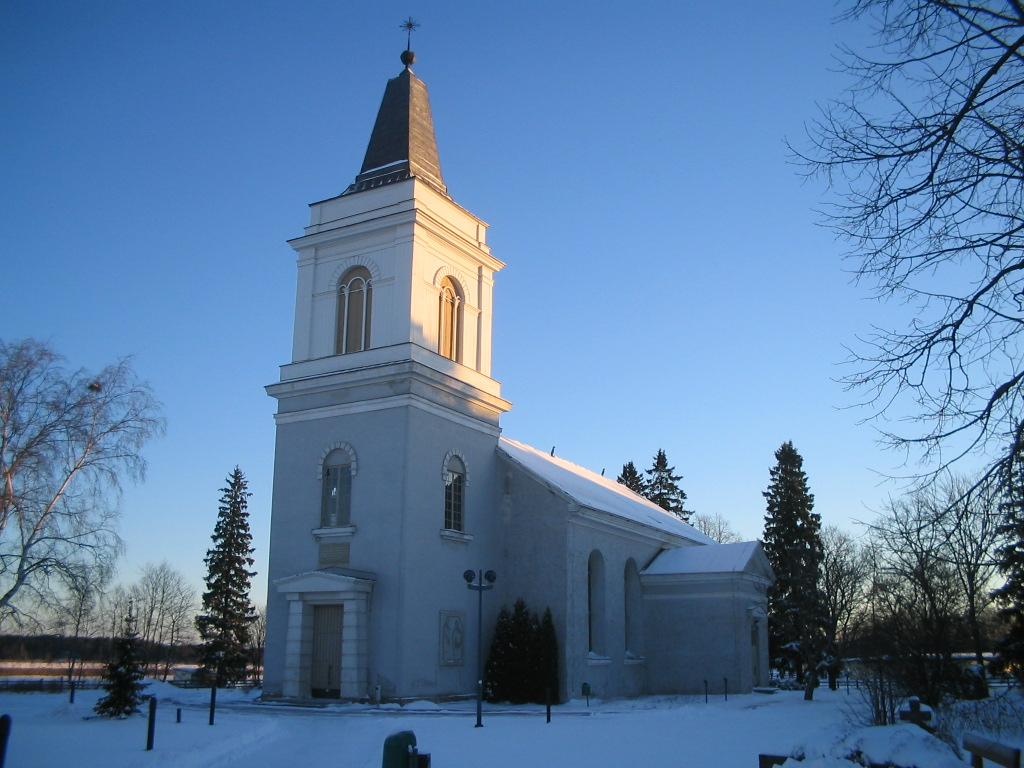
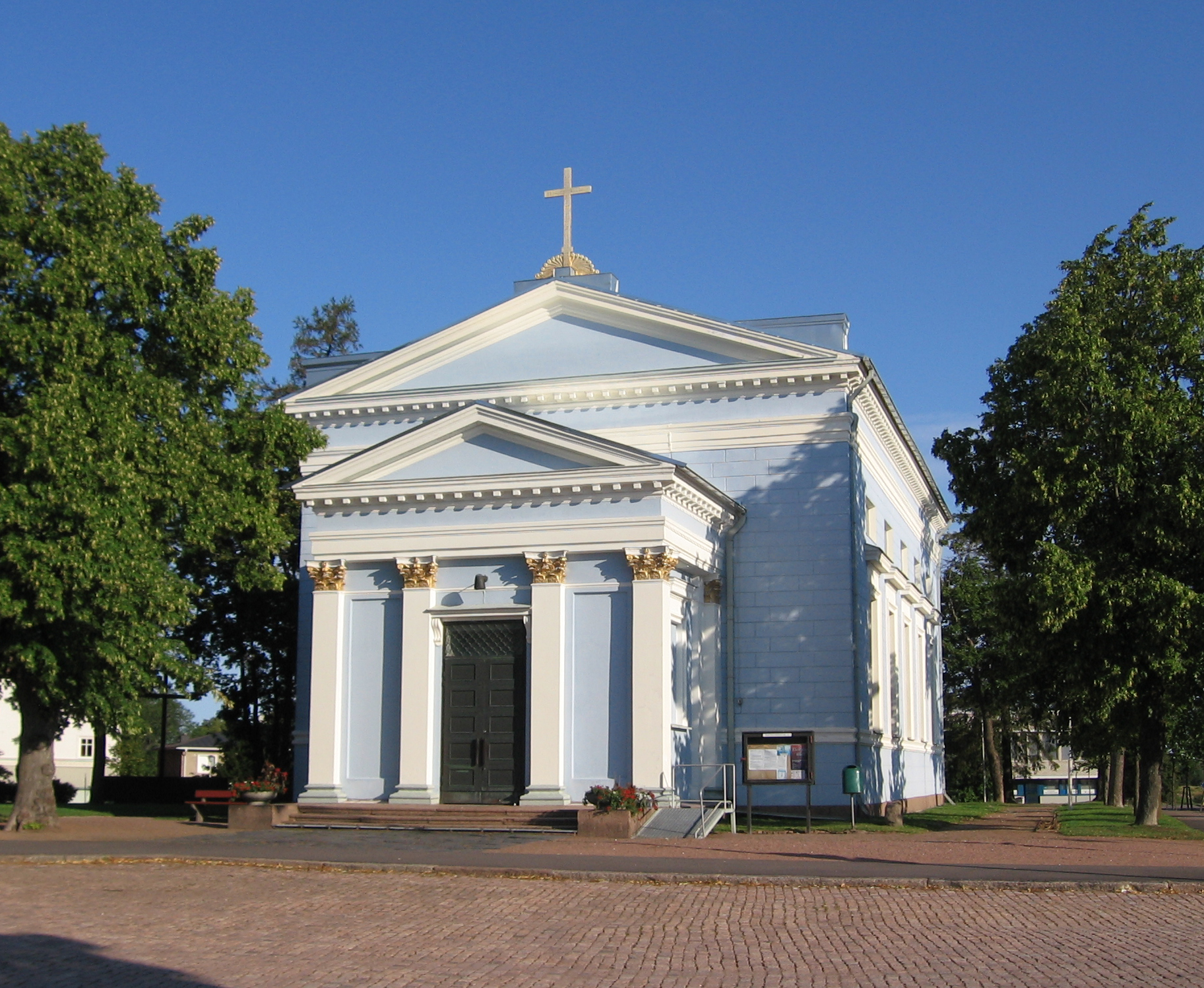
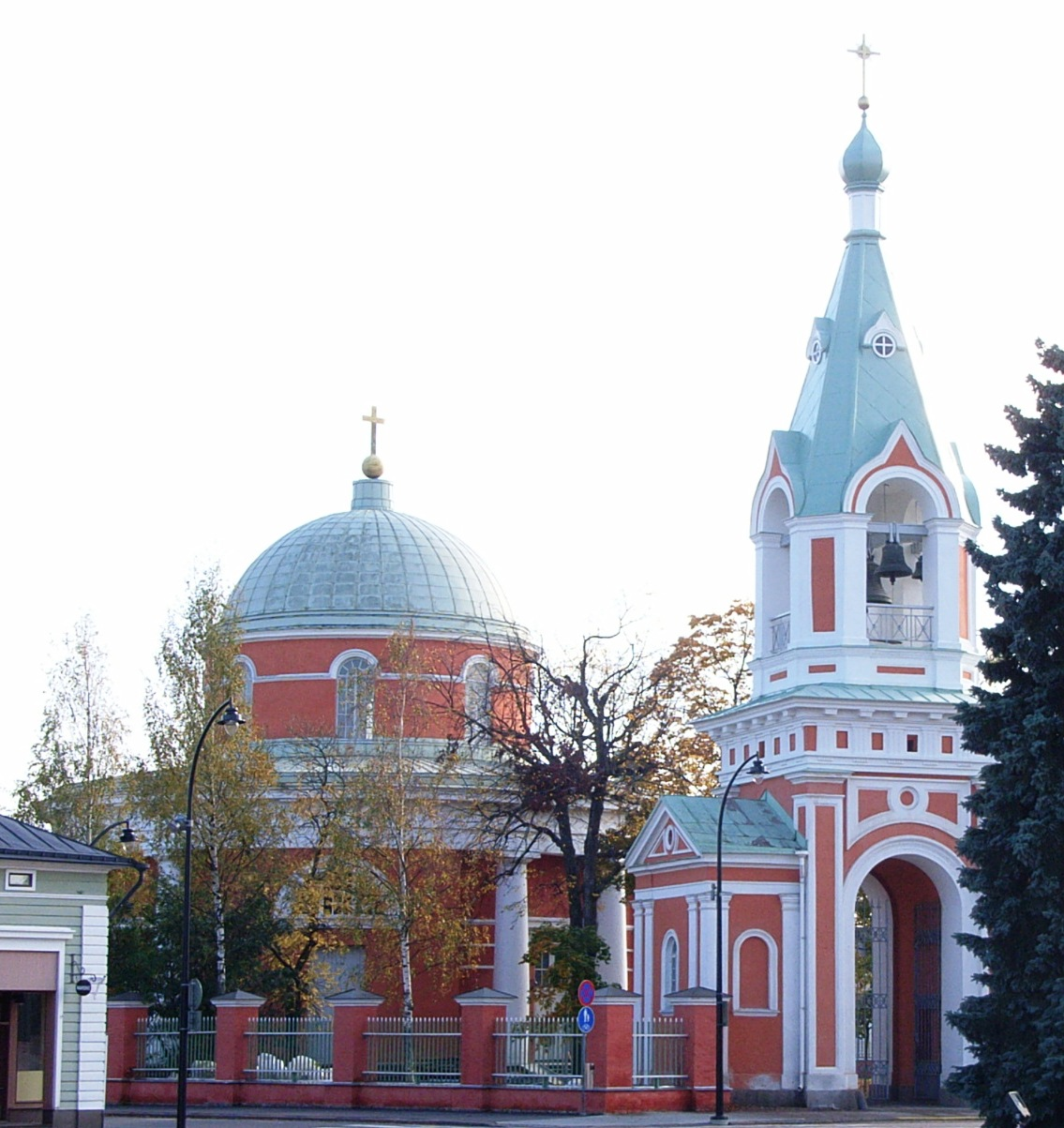
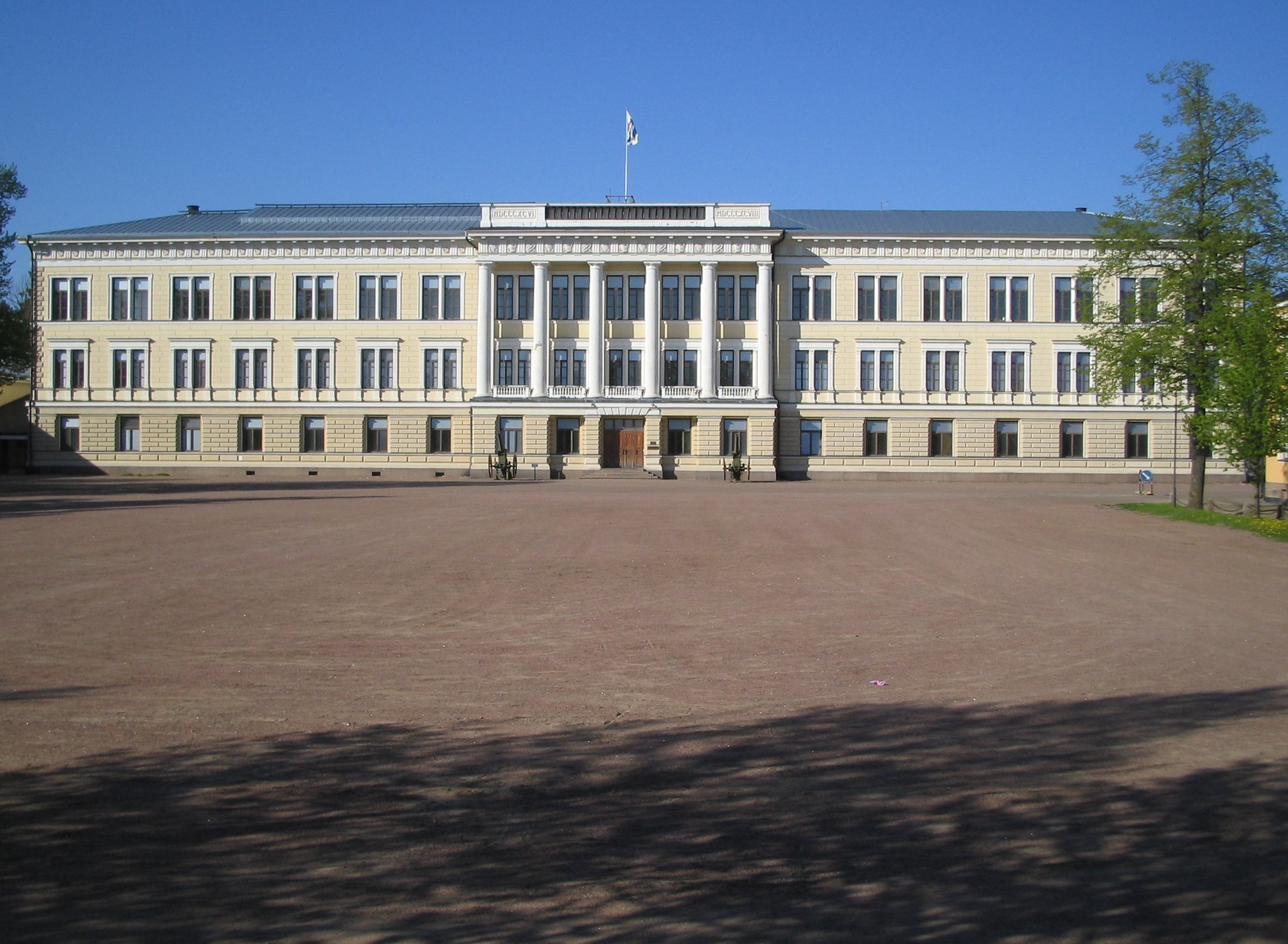
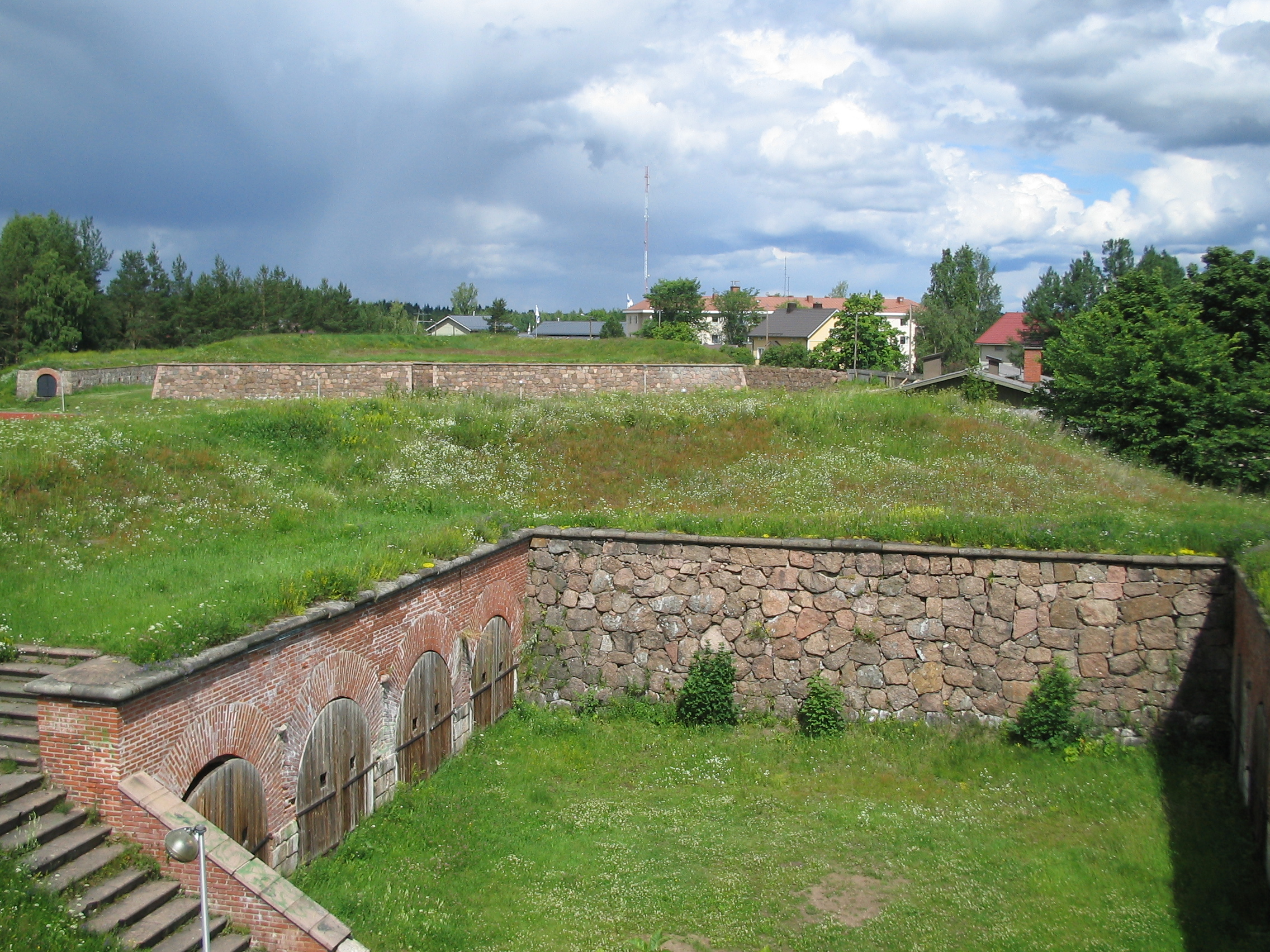
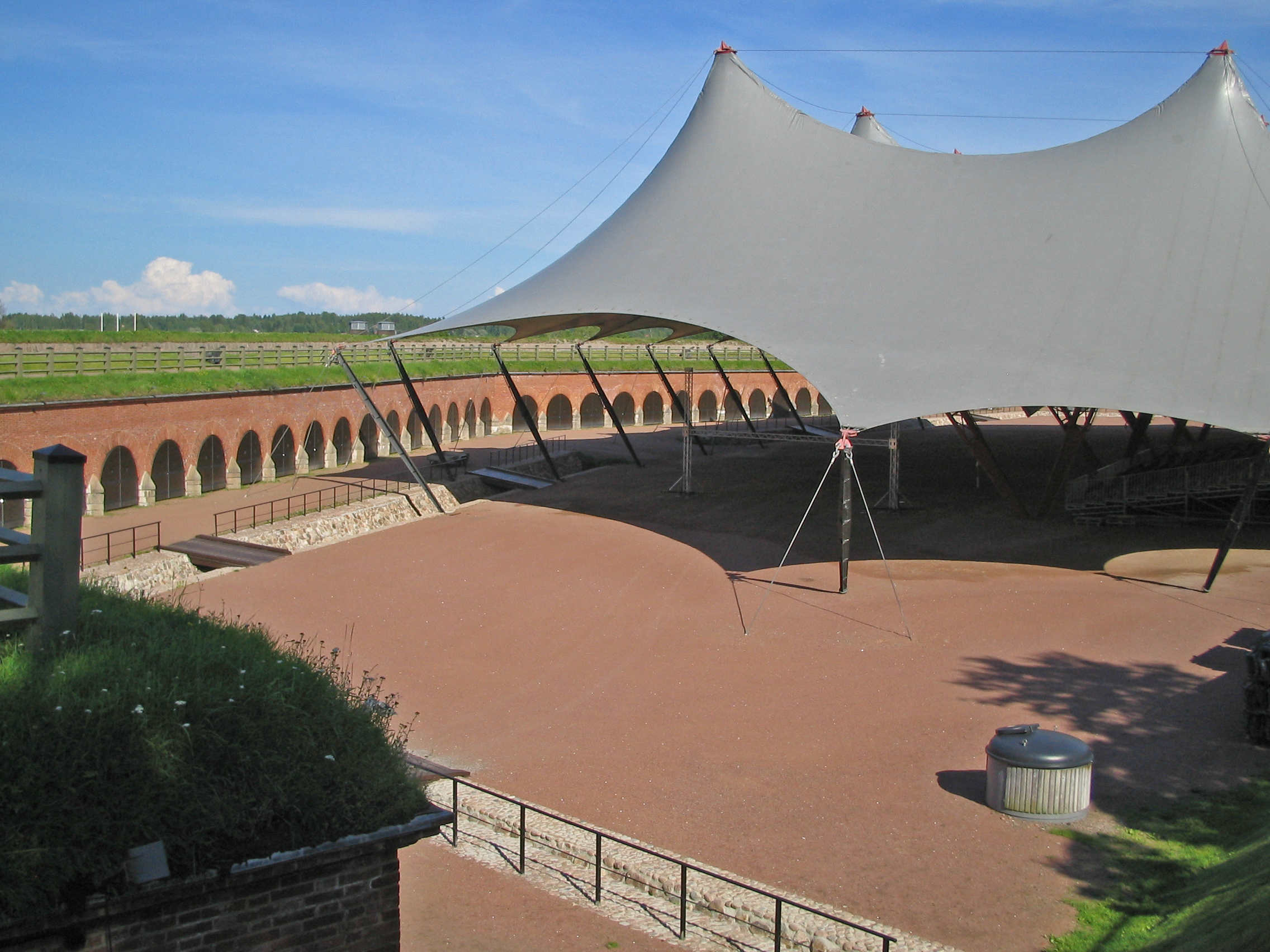
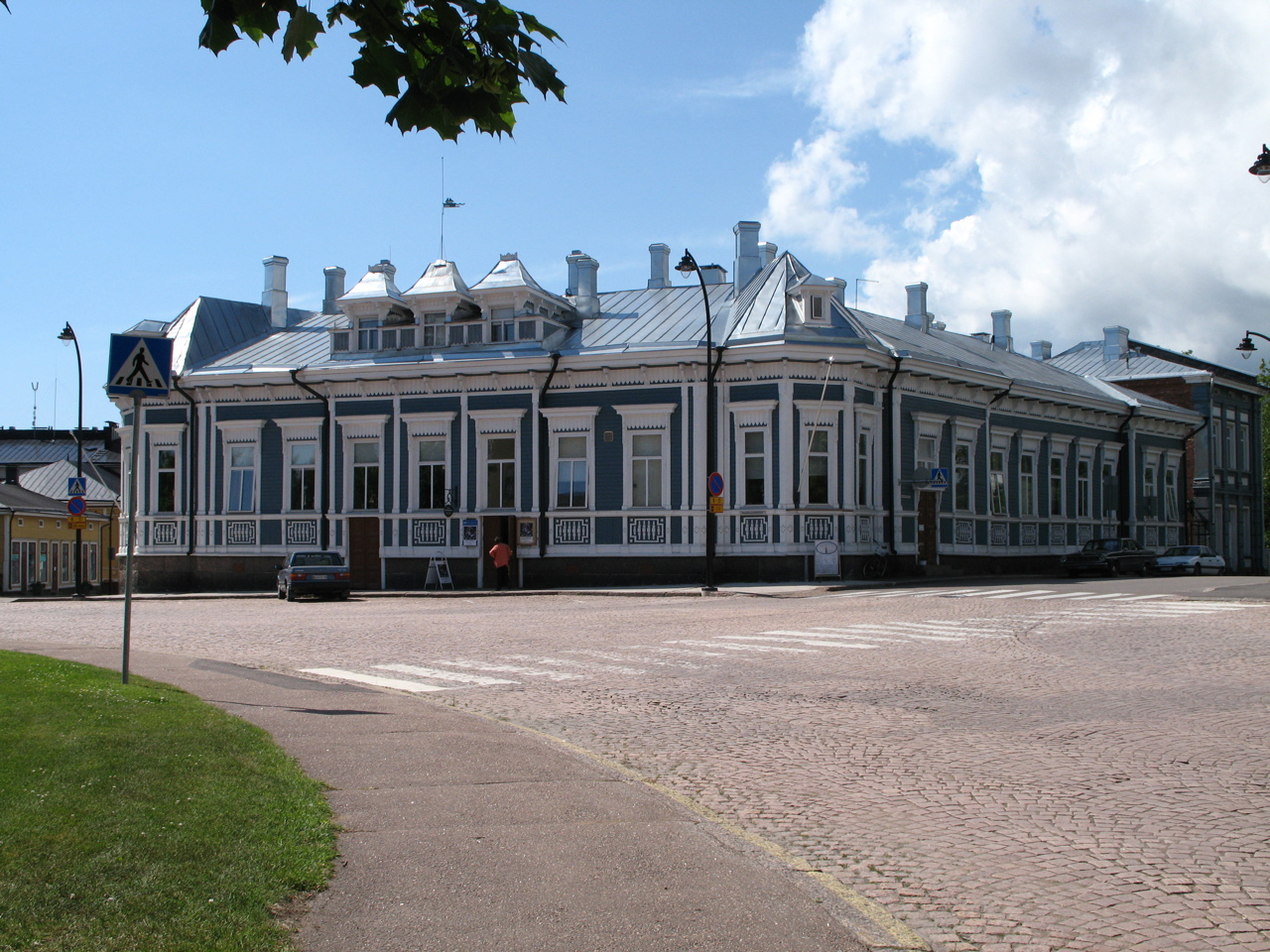
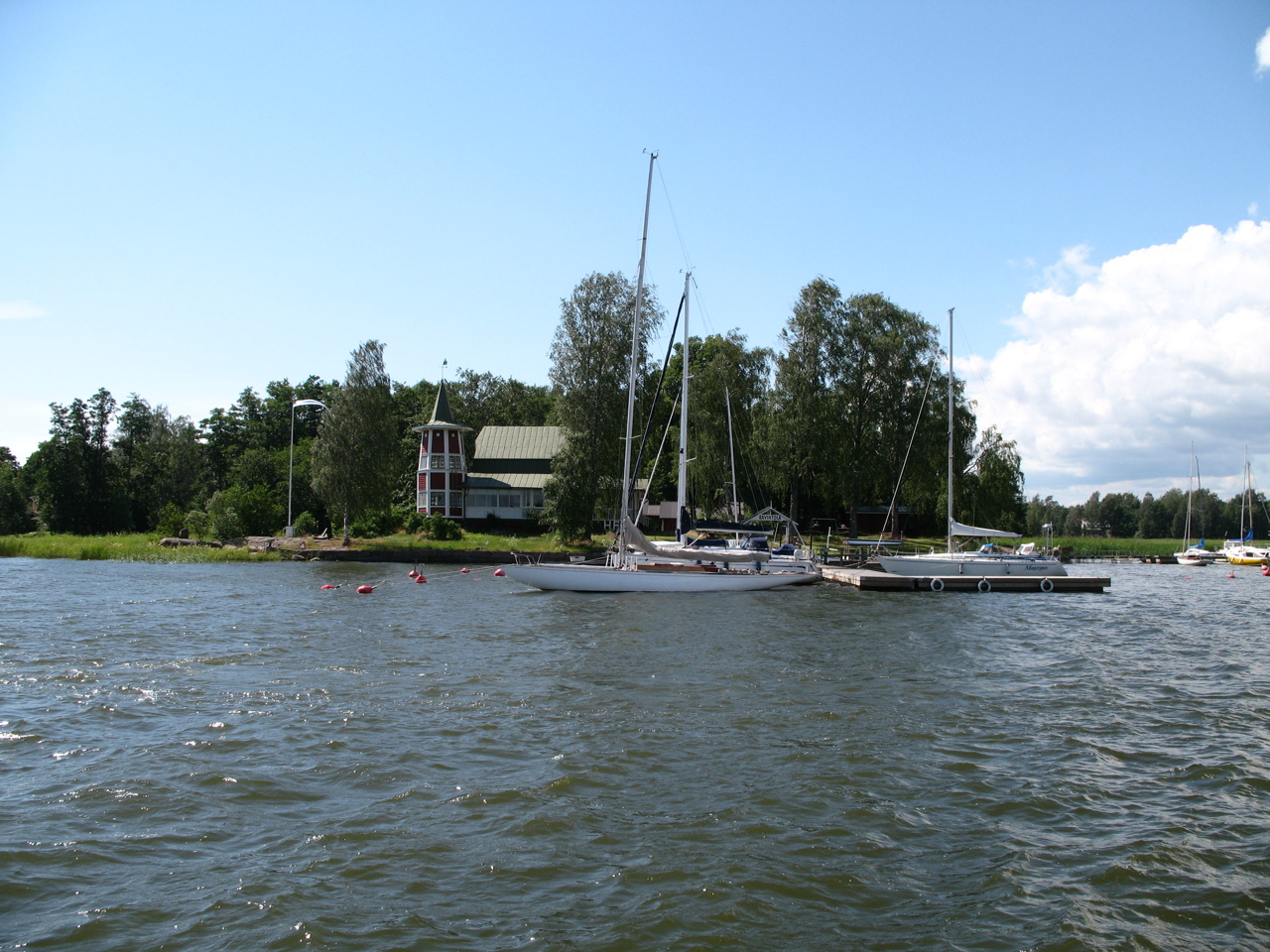
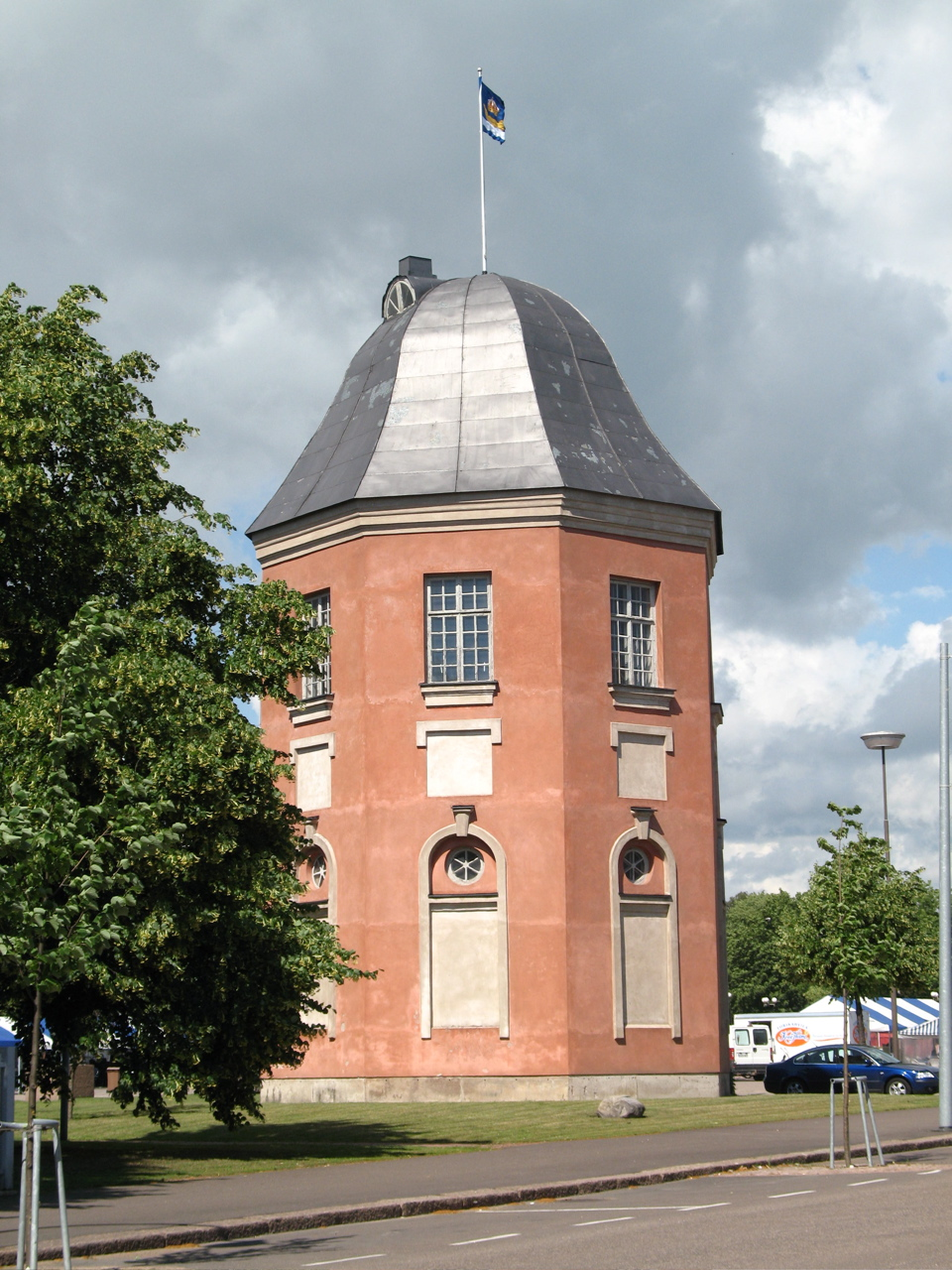
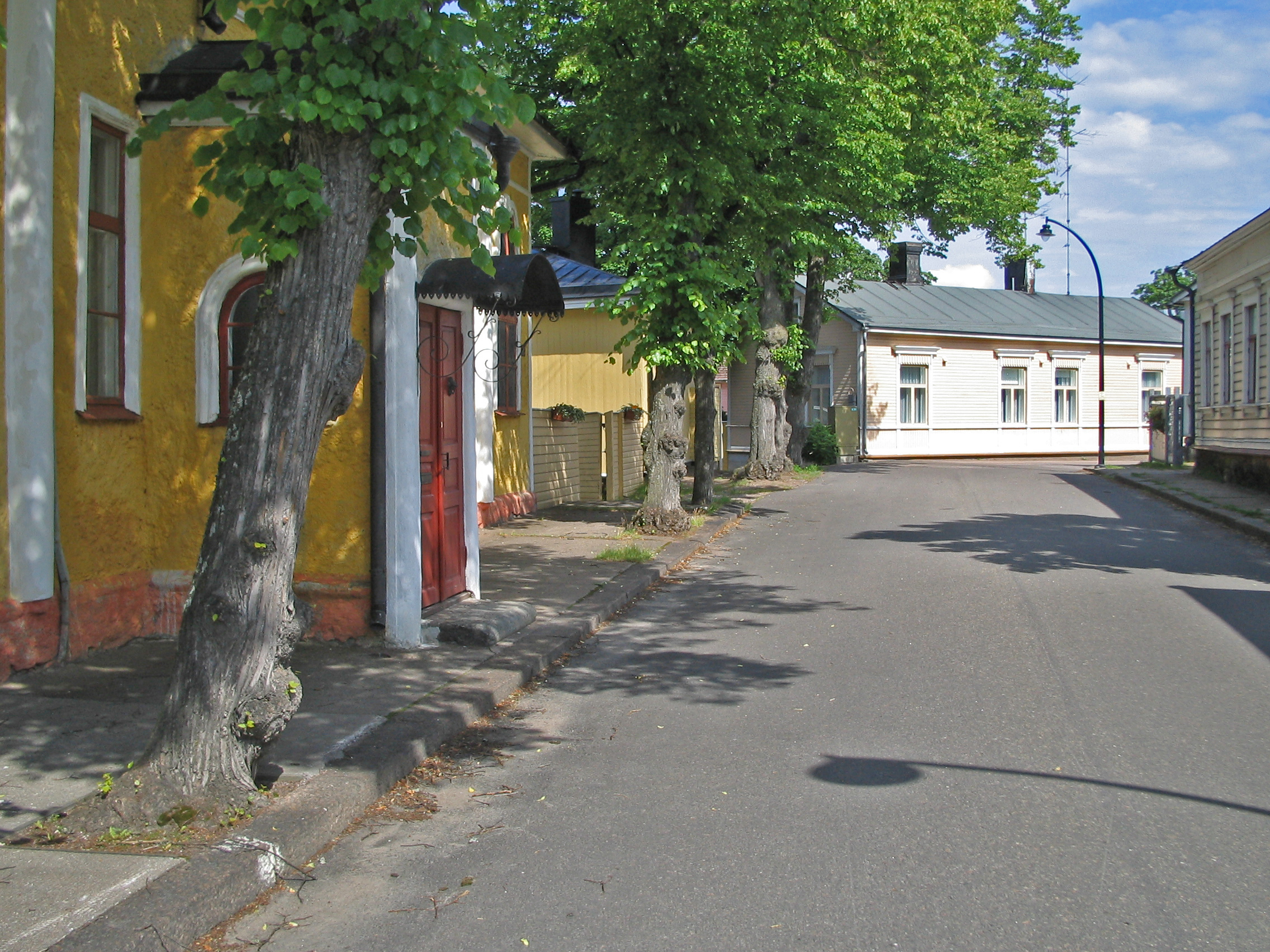
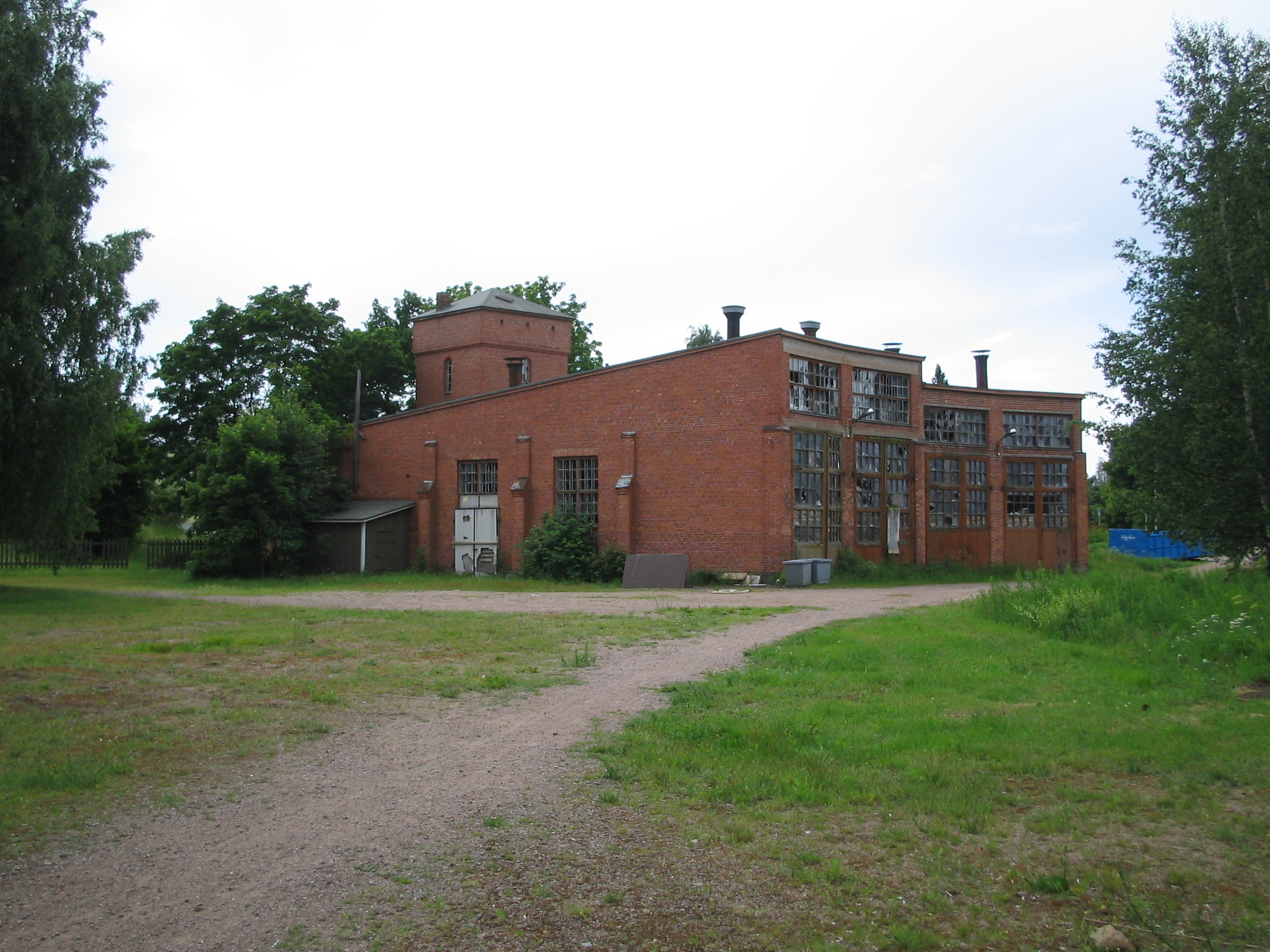
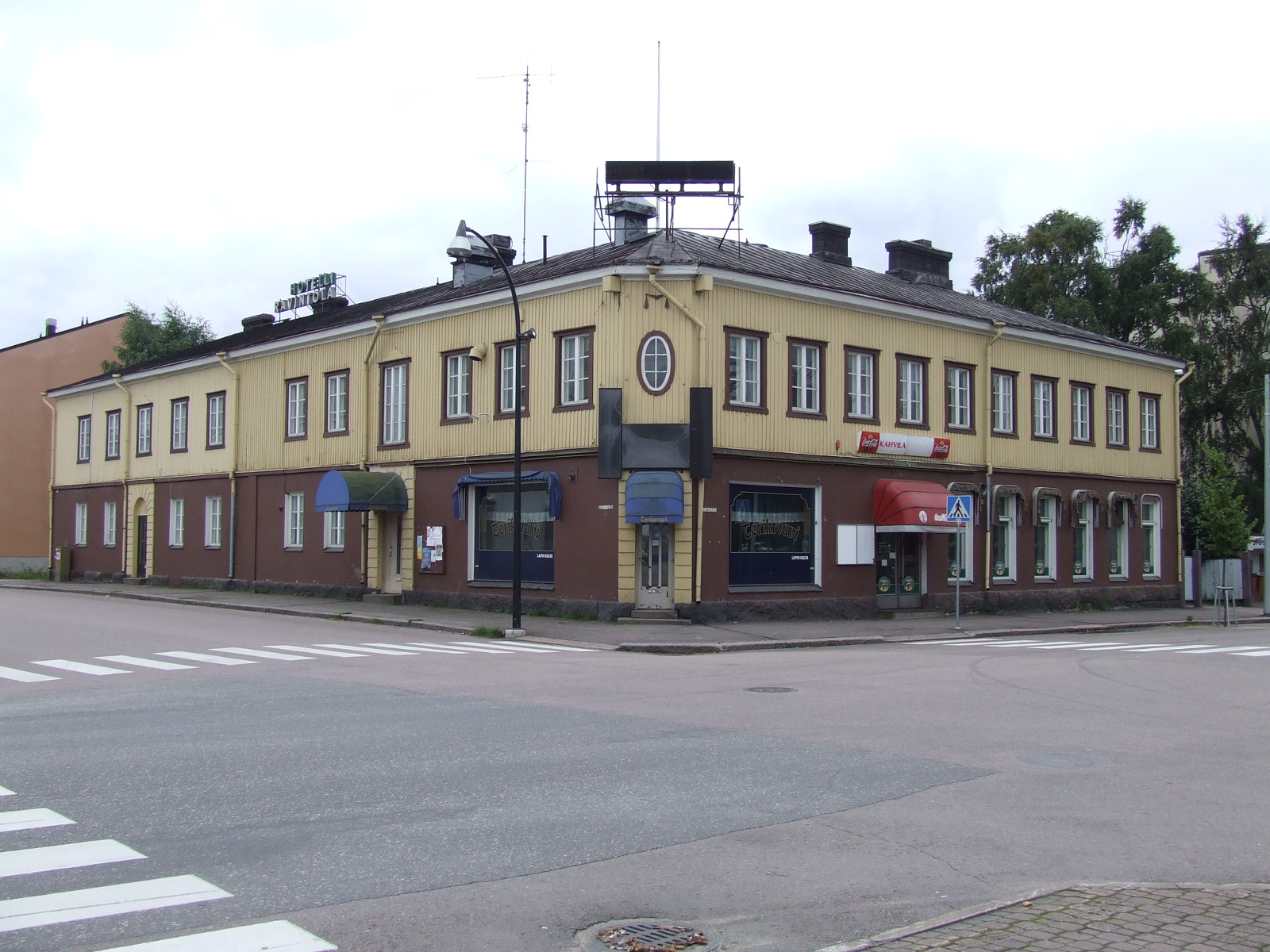
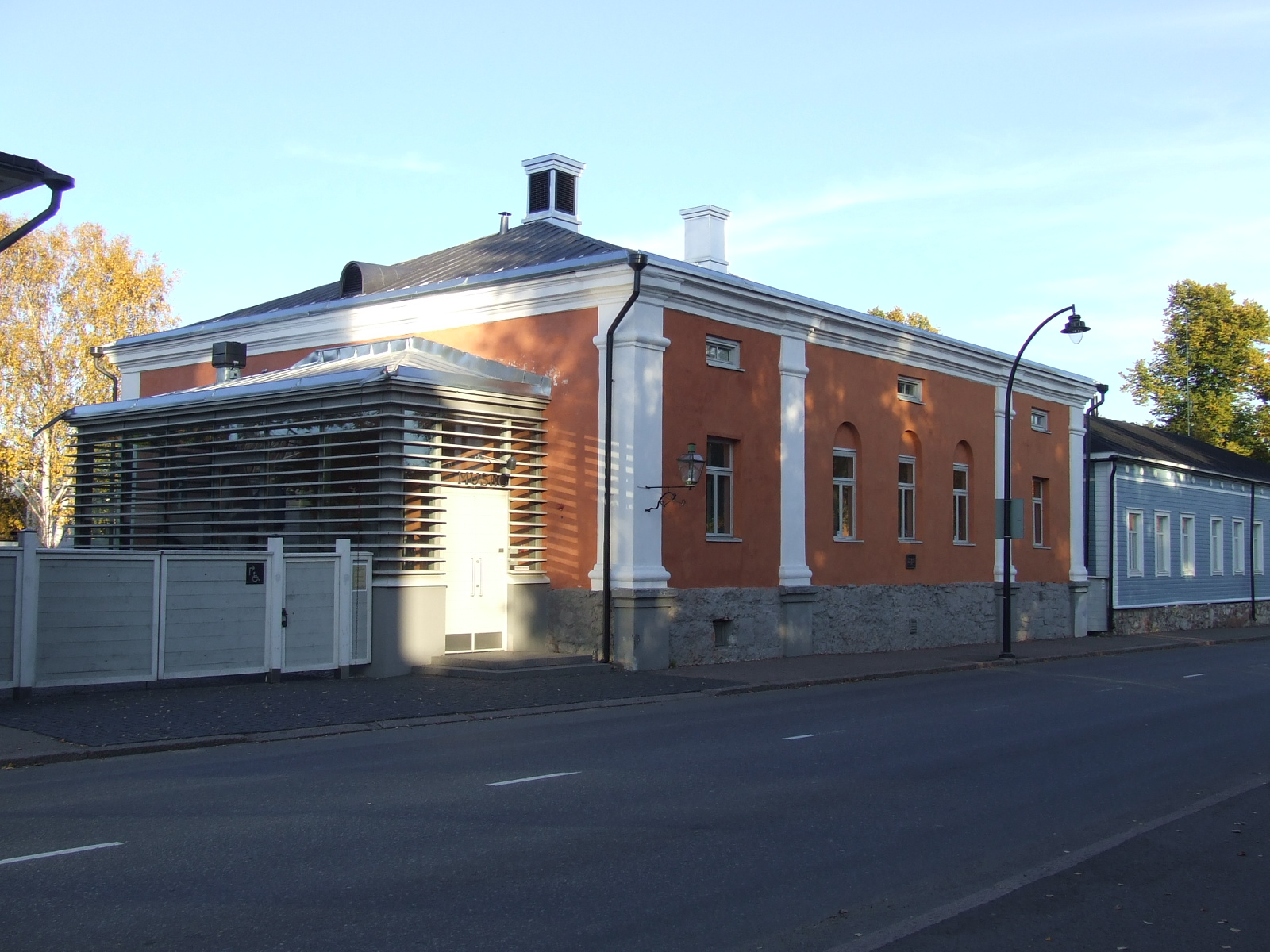
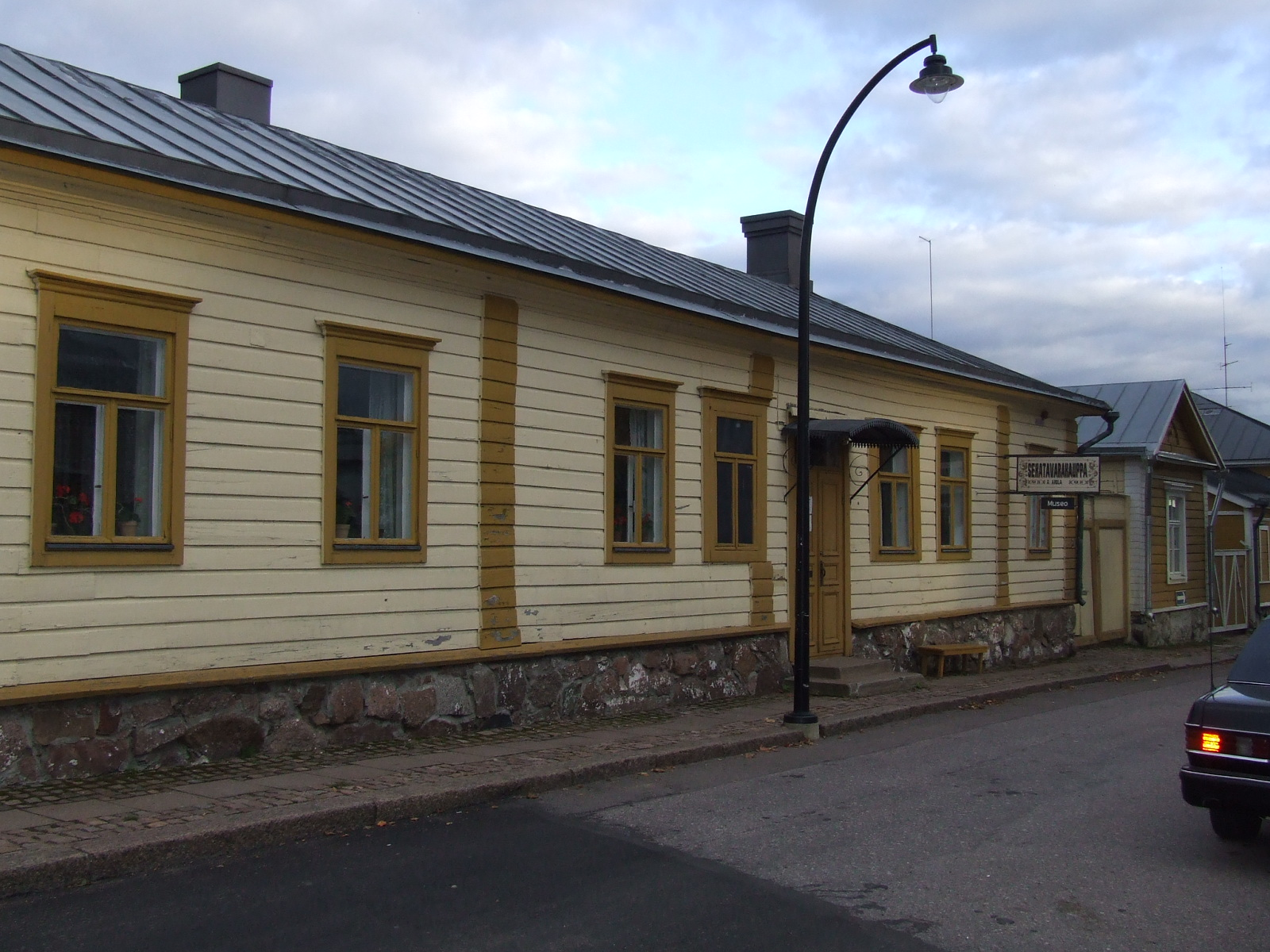
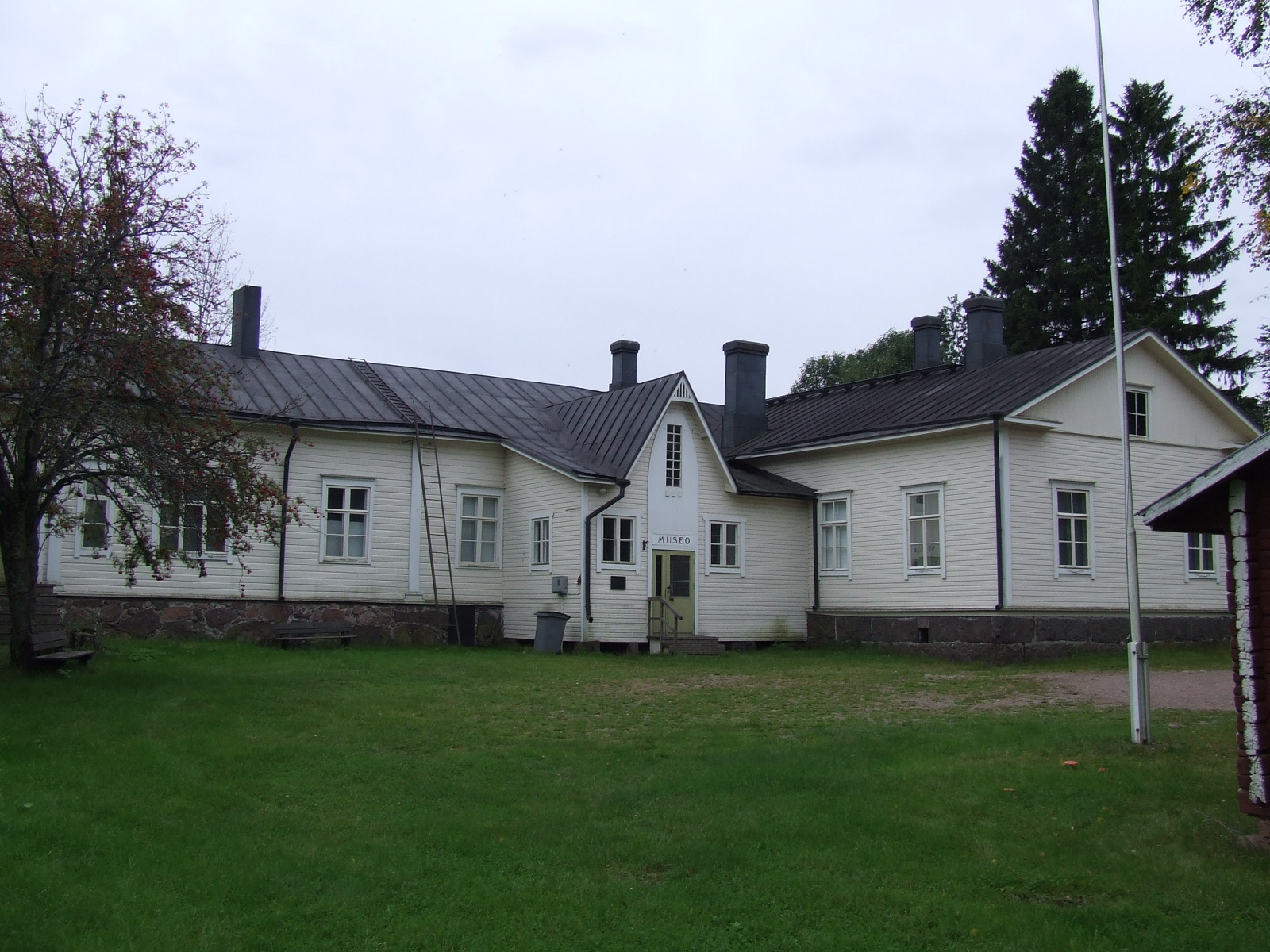